# 托勒密定理

一般的四边形中，

在数学中，托勒密定理是欧几里得几何学中的一个关于四边形的定理。托勒密定理指出凸四边形两组对边乘积之和不小于两条对角线的乘积，当且仅当四边形为圆内接四边形，兩組和相同。或退化为直线以取得（这时也称为欧拉定理）。
狭义的托勒密定理也可以叙述为：若且仅若圆内接凸四边形两对对边乘积的和等于两条对角线的乘积，则这个凸四边形内接于一圆。托勒密定理实际上也可以看做一种判定圆内接四边形的方法。

## 证明

### 几何证明

1. 设{\displaystyle ABCD}是圆内接四边形。
2. 在弦{\displaystyle BC}上，圆周角{\displaystyle \angle BAC=\angle BDC}，而在{\displaystyle AB}上，{\displaystyle \angle ADB=\angle ACB}。
3. 在{\displaystyle AC}上取一点{\displaystyle K}，使得{\displaystyle \angle ABK=\angle CBD}； 因为{\displaystyle \angle ABK+\angle CBK=\angle ABC=\angle CBD+\angle ABD}，所以{\displaystyle \angle CBK=\angle ABD}。
4. 因此{\displaystyle \bigtriangleup ABK}与{\displaystyle \bigtriangleup DBC}相似，同理也有{\displaystyle \bigtriangleup ABD}相似于{\displaystyle \bigtriangleup KBC}。
5. 因此{\displaystyle {\frac {AK}{AB}}={\frac {CD}{BD}}}，且{\displaystyle {\frac {CK}{BC}}={\frac {DA}{BD}}}；
6. 因此{\displaystyle AK\cdot BD=AB\cdot CD}，且{\displaystyle CK\cdot BD=BC\cdot DA}；
7. 两式相加，得{\displaystyle (AK+CK)\cdot BD=AB\cdot CD+BC\cdot DA}；
8. 但{\displaystyle AK+CK=AC}，因此{\displaystyle AC\cdot BD=AB\cdot CD+BC\cdot DA}。即得證

### 和差化积证明
设弦{\displaystyle AB}，{\displaystyle BC}及{\displaystyle CD}对应的圆周角分别为{\displaystyle \alpha }， {\displaystyle \beta }及 {\displaystyle \gamma }，外接圆的半径为{\displaystyle R}，则有{\displaystyle AB=2R\sin \alpha }，{\displaystyle BC=2R\sin \beta }，{\displaystyle CD=2R\sin \gamma }，{\displaystyle AD=2R\sin(\alpha +\beta +\gamma )}，{\displaystyle AC=2R\sin(\alpha +\beta )}及{\displaystyle BD=2R\sin(\beta +\gamma )}。于是，原托勒密等式化为
{\displaystyle \sin(\alpha +\beta )\sin(\beta +\gamma )=\sin \alpha \sin \gamma +\sin \beta \sin(\alpha +\beta +\gamma )}。
现在，只需用和差化积公式，即可推得上式两边都等于{\displaystyle \sin \alpha \sin \beta \cos \beta \cos \gamma +\sin \alpha \cos ^{2}\beta \sin \gamma +\cos \alpha \sin ^{2}\beta \cos \gamma +\cos \alpha \sin \beta \cos \beta \sin \gamma }。即得證。

### 复数证明
用{\displaystyle a}、{\displaystyle b}、{\displaystyle c}、{\displaystyle d}分别表示四边形顶点{\displaystyle A}、{\displaystyle B}、{\displaystyle C}、{\displaystyle D}的复数，则{\displaystyle AB}、{\displaystyle CD}、{\displaystyle AD}、{\displaystyle BC}、{\displaystyle AC}、{\displaystyle BD}的长度分别是：{\displaystyle (a-b)}、{\displaystyle (c-d)}、{\displaystyle (a-d)}、{\displaystyle (b-c)}、{\displaystyle (a-c)}、{\displaystyle (b-d)}。
首先注意到复数恒等式： {\displaystyle (a-b)(c-d)+(a-d)(b-c)=(a-c)(b-d)}  ，两边取模，运用三角不等式得{\displaystyle \|(a-b)(c-d)\|+\|(a-d)(b-c)\|\geq \|(a-c)(b-d)\|}。
等号成立的条件是{\displaystyle (a-b)(c-d)}与{\displaystyle (a-d)(b-c)}的辐角相等，这与{\displaystyle A}、{\displaystyle B}、{\displaystyle C}、{\displaystyle D}四点共圆等价。因此托勒密定理得证。
复数证明中的复数可以换成赋范向量空间中的向量。这说明了定理中的四点不一定限于同一平面。

### 逆定理的几何证明

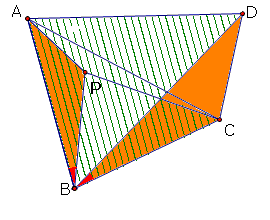

用几何方法也可以同时证明托勒密定理以及它的逆定理。设{\displaystyle ABCD} 为任意一个凸四边形。作三角形{\displaystyle APB} 与三角形{\displaystyle DCB} 顺相似，则会有：
{\displaystyle \angle ABP=\angle DBC}（红色角）
因此，
{\displaystyle \angle ABD=\angle PBC}
同时，根据相似三角形的性质还有：
{\displaystyle {\frac {AB}{DB}}={\frac {PB}{CB}}}
由此可知三角形{\displaystyle ABD} 与三角形{\displaystyle PBC} 也是顺相似三角形。这两个顺相似关系说明：
{\displaystyle AB\cdot CD=AP\cdot BD}
{\displaystyle AD\cdot BC=PC\cdot BD}
两式相加，得到：
{\displaystyle AB\cdot CD+AD\cdot BC=(AP+PC)\cdot BD\geqslant AC\cdot BD}
等号成立当且仅当{\displaystyle A}、{\displaystyle P}、{\displaystyle C}三点共线，也就等价于{\displaystyle \angle BAC=\angle BAP=\angle BDC}，{\displaystyle \angle BCA=\angle BCP=\angle BDA} 因此有
{\displaystyle \angle ABC+\angle ADC=\angle ABC+\angle ADB+\angle BDC=\angle ABC+\angle PCB+\angle BAP}
{\displaystyle =\angle ABC+\angle BAC+\angle BCA=\pi }
即是等价于{\displaystyle A}、{\displaystyle B}、{\displaystyle C}、{\displaystyle D}四点共圆。因此命题得证。

### 反演的证明
使用反演方法，可以得出托勒密定理与三角不等式互为对偶命题的结论。事实上，设有凸四边形{\displaystyle ABCD}内接于圆，那么以其中一点{\displaystyle D}为中心，以半径{\displaystyle r}作反演，则圆变为不过点{\displaystyle D} 的直线，点{\displaystyle A}、{\displaystyle B}、{\displaystyle C} 变为这条直线上的三点：
{\displaystyle A'}、{\displaystyle B'}、{\displaystyle C'}。这三点之间有：
{\displaystyle A'B'+B'C'=A'C'\qquad \qquad \qquad (*)}
而反演变换中的长度关系为：
{\displaystyle A'B'=AB\cdot {\frac {DA'}{DB}}=AB\cdot {\frac {r^{2}}{DA\cdot DB}},\qquad \,B'C'=BC\cdot {\frac {r^{2}}{DC\cdot DB}},\qquad \,A'C'=AC\cdot {\frac {r^{2}}{DA\cdot DC}}}
代入{\displaystyle (*)} 式就得到：
通分，并除以{\displaystyle r^{2}}，就可得到：
而如果{\displaystyle A}、{\displaystyle B}、{\displaystyle C}、{\displaystyle D}四点不共圆的话，那么以{\displaystyle D} 为中心反演之后的三个点{\displaystyle A'}、{\displaystyle B'}、{\displaystyle C'}将在另一个圆上，因此不共线。{\displaystyle (*)} 式里的等号也要改为大于等于号。这正是托勒密定理。

## 与西姆松定理的关系

西姆松定理也是一个与四点共圆有关的定理。利用圆内接四边形边长之间的三角关系，可以将托勒密定理作为西姆松定理的推论。
西姆松定理说明：过一个三角形{\displaystyle ABC} 外的一点{\displaystyle P} 作它到三角形三边的垂线，设垂足分别是{\displaystyle L,N,M}（如左图），那么{\displaystyle L,N,M}这三个点在同一条直线上当且仅当{\displaystyle P} 在三角形{\displaystyle ABC} 的外接圆上（也就是说{\displaystyle A,B,C,P}四点共圆）。
注意到由于{\displaystyle \angle PLB}与{\displaystyle \angle PNB}都是直角，{\displaystyle L,B,N,P}四点共圆，并且这个圆的直径就是{\displaystyle PB}。因此：
{\displaystyle LN=PB\sin \angle LBN=PB\sin \angle ABC}
而根据圆内弦长的关系，有：{\displaystyle AC=2R\sin \angle ABC}
其中{\displaystyle R} 为外接圆的半径。所以代入上式就可得到：
{\displaystyle LN={\frac {PB\cdot AC}{2R}}}
同理可得：

而在三角形{\displaystyle LNM}中，两边长之和大于第三边：
{\displaystyle LN+NM\geqslant LM}
所以有：
{\displaystyle PA\cdot BC+PB\cdot AC\geqslant PC\cdot AB}
等号当且仅当{\displaystyle L,N,M}共线，也就是{\displaystyle A,B,C,P}四点共圆的时候取得。这正是托勒密定理。

## 推广
托勒密定理的一个推广是开世定理。开世定理将圆内接四边形的四个顶点换为与外接圆相内切的四个小圆，而四边形的边变为圆与圆之间的外公切线。开世定理可以看做是“利用托勒密定理惨淡经营得到的结果”。
对一般的四边形，托勒密定理给出了它的对角线与边长之间的不等关系。如果要掌握更为精确的关系，可以通过以下的公式：
{\displaystyle AC^{2}\cdot BD^{2}=AB^{2}\cdot CD^{2}+BC^{2}\cdot AD^{2}-2AB\cdot BC\cdot CD\cdot DA\cdot \cos(\angle ABC+\angle ADC)}
由这个公式可以推出托勒密定理：{\displaystyle \cos(\angle ABC+\angle ADC)}的绝对值小于等于1，所以
{\displaystyle AC^{2}\cdot BD^{2}=AB^{2}\cdot CD^{2}+BC^{2}\cdot AD^{2}-2AB\cdot BC\cdot CD\cdot DA\cdot \cos(\angle ABC+\angle ADC)}
{\displaystyle .\quad \leqslant AB^{2}\cdot CD^{2}+BC^{2}\cdot AD^{2}+2AB\cdot BC\cdot CD\cdot DA\cdot }
也就是说
{\displaystyle (AC\cdot BD)^{2}\leqslant (AB\cdot CD+BC\cdot AD)^{2}}
{\displaystyle AC\cdot BD\leqslant AB\cdot CD+BC\cdot AD}

等号仅在{\displaystyle \cos(\angle ABC+\angle ADC)=-1}，也就是说{\displaystyle \angle ABC+\angle ADC=\pi } 的时候取到，这正好等价于四边形内接于圆。